# Braunschweiger Honigkuchen

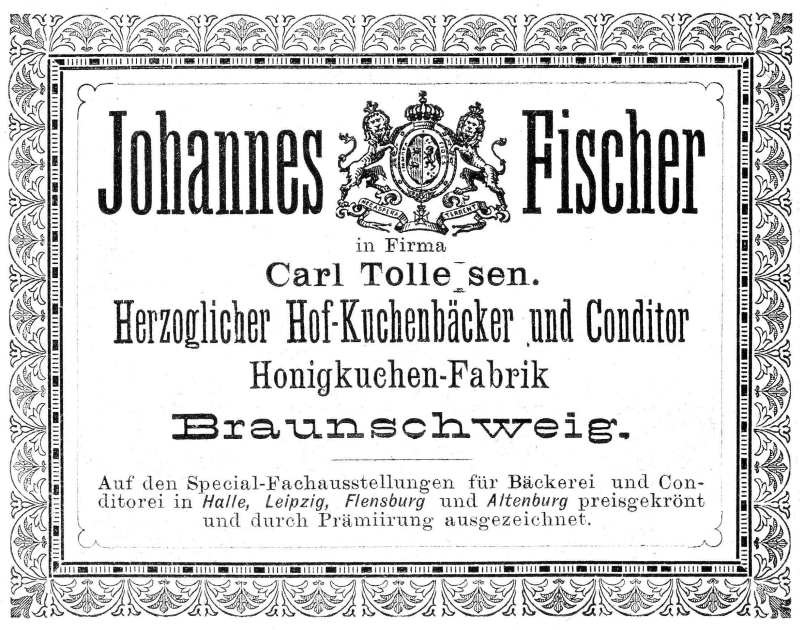
Anzeige von 1884 der Fa. Johannes Fischer, gegründet 1796, Braunschweiger Hoflieferant für Honigkuchen und andere Backwaren.

Braunschweiger Honigkuchen ist ein seit dem 16. Jahrhundert nachweisbarer besonderer Honigkuchen aus Braunschweig mit einem Honiganteil von 50 %.

## Geschichte
Die Braunschweiger Honigkuchenbäcker bildeten seit mindestens dem 16. Jahrhundert eine eigene, von den anderen Bäckern (Zucker-, Pfefferkuchen-, Los- oder Weiß-, Fast- oder Schwarzbäcker) getrennte Gilde. 1671 gab es in der Stadt sechs Honigkuchenbäcker-Meister. Der Honig wurde überwiegend aus Lüneburg bezogen. Einige Zeit lang war es den Honigkuchenbäckern untersagt, ihre Waren, „Zeug“ genannt, selbst zu backen. Stattdessen waren sie gezwungen, ihr „Zeug“ (darunter neben Honigkuchen auch Pfeffernüsse, in Braunschweig Knapnüsse genannt und Aniskuchen) bei einem Weißbäcker gegen eine Gebühr backen lassen. Eine eigene Gildeordnung erhielten die Braunschweiger Honigbäcker erst 1703, sie wurde allerdings nicht bestätigt und einen eigenen Ofen durften sie zunächst ebenfalls nicht nutzen. Seit 1704 führten die Honigkuchenbäcker der Stadt ein eigenes Siegel. Obwohl es im Laufe des 18. Jahrhunderts mehrfach zu Verbindungen zwischen Weiß- und Honigkuchenbäcken gekommen war, dauerte es noch bis 1799, dass die alten Backprivilegien durchbrochen wurden und die Honigkuchenbäcker der Stadt ein mit Backgerechtigkeit versehenes Haus mit Ofen erstehen durften, ja sogar mussten. Wurde zunächst noch zwischen den verschiedenen Bäckern unterschieden, so verschmolzen ihre Innungen schließlich nach 1822 doch miteinander.

Werbung der Fa. Emil Wasmus aus dem Jahre 1914.

Wie die Braunschweiger Mumme seit dem Spätmittelalter und die Braunschweiger Wurst seit der frühen Neuzeit, war auch der örtlich hergestellte Honigkuchen über die Grenzen von Stadt und Herzogtum bekannt, sodass die heimische Produktion im 18. und 19. Jahrhundert wohl überwiegend für den Export bestimmt war. Erst die großflächigen Zerstörungen in Braunschweig durch alliierte Bombenangriffe während des Zweiten Weltkrieges, sowie der damit einhergehende dramatische demografische Wandel (z. B. durch Flucht und Vertreibung) in der Stadt, führten in der Nachkriegszeit zu einem Niedergang der ortsansässigen Honigkuchenbäckerei. So gab es 1945 nur noch drei Honigkuchenbäcker in der Stadt, darunter die Firmen Emil Wasmus in der Cammanstraße 6 und Hans Mahn, der seine Fabrik in der Eulenstraße, der früheren Uhlentwete, hatte. Heute wird Braunschweiger Honigkuchen wieder in geringem Umfang unter anderem nach dem Originalrezept von Hans Mahn produziert.

## Öffentliche Wahrnehmung
„Unter den von den Handwerkern verfertigten Waren werden mehrere Artikel geschätzt, und dienen zum Theil zur Ausfuhr, dahin gehören die Braunschweiger Honigkuchen […]“

„Nimmt man hierzu noch den dritten im Bunde, den süßlockeren Honigkuchen, so hat man die drei Dinge, die auch jetzt noch den Ruf der Welfenstadt über seine Grenzen hinaus nach Nord, West, Süd und Ost verbreiten. Denn wer gedenkt nicht bei dem Namen Braunschweig unwillkürlich – und, ist er ein in der Fremde weilendes Landeskind, mit wehmüthiger Rückerinnerung – des Dreigestirns: Braunschweiger Wurst, Braunschweiger Mumme, Braunschweiger Honigkuchen.“

„Braunschweig! Von altersher berühmt durch Heinrich den Löwen, den Heldenherzog Friedrich Wilhelm, Wurst und Honigkuchen. Neuerdings durch Spargel und Wilhelm Raabe.“

In Braunschweiger Museen befinden sich heute zahlreiche Holzmodeln, mit denen die Honigkuchen geformt, bzw. verziert wurden. Sie zeigen Wappen, Personen, Tiere oder Ornamente.